# Амбразанцев, Владимир Александрович
Владимир Александрович Амбразанцев (1881 — 1946) — участник Белого движения на Юге России, командир 2-го конного полка, полковник.

## Биография
Из потомственных дворян Симбирской губернии. Сын генерал-майора Александра Сергеевича Амбразанцева и жены его Олимпиады Ивановны Деевой.
Воспитывался в Николаевском кадетском корпусе, однако курса не окончил. Выдержал экзамен при Санкт-Петербургском пехотном юнкерском училище по 2-му разряду, 10 октября 1903 года был произведен из подпрапорщиков в подпоручики 108-го пехотного Саратовского полка. 9 октября 1904 года переведен в 5-й лейб-драгунский Курляндский полк с переименованием в корнеты, 1 ноября 1906 года произведен в поручики. 13 июня 1908 года переведен в 8-й уланский Вознесенский полк, 1 сентября 1910 года произведен в штабс-ротмистры.
В Первую мировую войну вступил в рядах вознесенских улан. За боевые отличия был награжден несколькими орденами, в том числе орденом Св. Анны 4-й степени с надписью «за храбрость». Произведен в ротмистры 4 ноября 1915 года, в подполковники — 18 сентября 1917 года.
В Гражданскую войну участвовал в Белом движении в составе Вооруженных сил Юга России и Русской армии, в ноябре 1919 года — во 2-м конном полку. В феврале—июле 1920 года был командиром того же полка, затем — в Учебном кавалерийском дивизионе. Эвакуировался из Крыма на корабле «Кронштадт». На 20 декабря 1920 года — во 2-м эскадроне Учебного кавалерийского дивизиона в Галлиполи.
В эмиграции в Югославии. Умер в 1946 году. Похоронен на Новом кладбище Белграда.
Был женат на Клеопатре Григорьевне Годило-Годлевской (1891—1950), похороненной на берлинском кладбище Тегель.

## Награды
- Орден Святого Станислава 3-й ст. (ВП 8.09.1906)
- Орден Святой Анны 4-й ст. с надписью «за храбрость» (ВП 23.03.1916)
- Орден Святой Анны 3-й ст. с мечами и бантом (ВП 19.05.1916)
- мечи и бант к ордену Св. Станислава 3-й ст. (ВП 16.01.1917)
- Орден Святого Владимира 4-й ст. с мечами и бантом